# 大巴德加斯特
大巴德加斯特（德語：Großbadegast，發音：[ˈɡʁoːsˌbaːdəɡast]）是德国萨克森-安哈尔特州安哈尔特-比特费尔德县曾经的一个市镇，面积11.19平方千米，2006年12月31日人口为683人。2010年1月1日，大巴德加斯特与另外17个市镇合并为新市镇南安哈尔特。